# اقلیم‌نگار

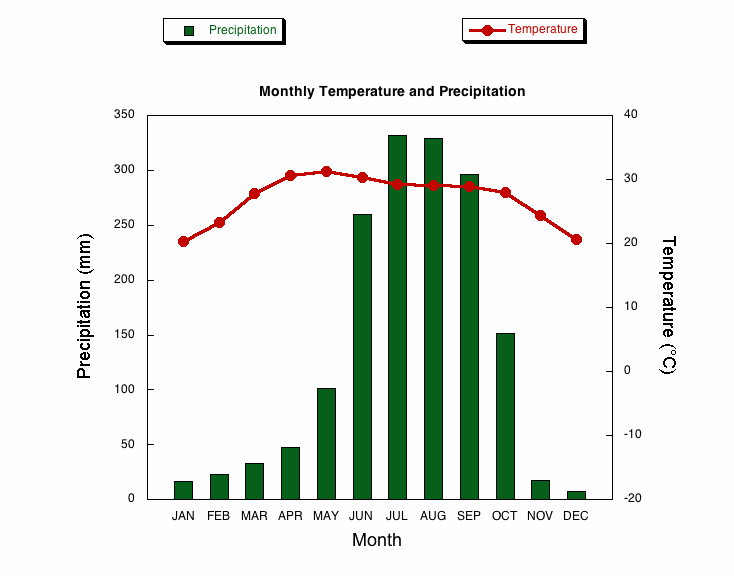
اقلیم‌نگار کلکته، هند.

اقلیم‌نگار (انگلیسی: Climograph) یا نمودار اقلیمی نمایشی گرافیکی از اقلیم پایه یک مکان است. اقلیم‌نگارها داده‌ها را برای دو متغیر نمایش می‌دهند: (الف) میانگین دمای ماهانه و (ب) میانگین بارندگی ماهانه. این نمودارها ابزارهای مفیدی برای توصیف سریع آب و هوای یک مکان هستند.

## نمایش
معمولاً در نمودارها دما را با استفاده از یک خط نشان می‌دهند، ولی در برخی از نمودارهای اقلیمی ترجیح داده می‌شود تا داده‌های دمایی را با استفاده از یک نوار نمایش دهند. مزیت این روش آن است که به اقلیم‌نگار اجازه می‌دهد تا محدوده میانگین دما (میانگین حداقل و میانگین حداکثر دما) را به جای میانگین ماهانه ساده نمایش دهد.

## کاربرد
الگوهای موجود در یک اقلیم‌نگار نه تنها آب و هوای یک مکان را توصیف می‌کنند، بلکه شواهدی را برای موقعیت جغرافیایی نسبی آن اقلیم ارائه می‌دهند. برای نمونه، یک اقلیم‌نگار با دامنه تغییر اندک دما در طول سال ممکن است مکانی نزدیک به استوا یا مکانی در مجاورت حجم بزرگی از آب که اثری تعدیل‌کننده بر تغییرات دمایی دارد را نشان دهد. در همین حال، طیف وسیعی از دمای سالانه ممکن است خلاف آن را نشان دهد. همچنین می‌توانیم با استفاده از اقلیم‌نگار، اطلاعاتی در مورد شرایط بوم‌شناختی یک محل به دست آوریم. برای نمونه، اگر بارندگی در طول سال به‌طور مداوم کم باشد، ممکن است به این نتیجه برسیم که این اقلیم‌نگار مکان نشان‌دهنده یک بیابان است. اگر الگوی فصلی قابل توجهی در بارندگی وجود داشته باشد، ممکن است نتیجه‌گیری کنیم که این مکان فصل باران‌های موسمی را تجربه می‌کند. با ترکیب الگوهای دما و بارش با هم، سرنخ‌های بهتری از شرایط محلی به دست می‌آید. با وجود این، تعدادی از عوامل محلی در الگوهای مشاهده شده در یک مکان خاص تأثیر دارند؛ بنابراین، اقلیم‌نگار ابزاری نیست که همه تغییرات جغرافیایی را که ممکن است وجود داشته باشند را ثبت کند.